# Restrepia muscifera
Restrepia muscifera é uma espécie de orquídea (Orchidaceae) originária dos Andes e América Central.